# Samtgemeinde Thedinghausen
Samtgemeinde Thedinghausen is een Samtgemeinde in de Landkreis Verden, in de Duitse deelstaat Nedersaksen. De Samtgemeinde heeft een oppervlakte van 152,05 km en een inwoneraantal van 15.359. Het bestuur zetelt in Thedinghausen. 
Volgens een door de Duitse Wikipedia geraadpleegde statistiek van de deelstaat Nedersaksen had de Samtgemeinde 15.359 inwoners op 31 december 2020.

## Deelnemende gemeenten
- Blender, (2.889) 9 km ten oosten van Thedinghausen, slechts 8 km ten westen van Verden, met als belangrijkste dorpen Blender zelf, Einste, 3 km ten westen van Blender, Intschede, 4 km ten noorden van Blender en Oiste, aan de Wezer,  3 km ten oosten van Blender.
- Emtinghausen,  (1.480) ten zuidwesten van Thedinghausen, met Bahlum en Emtinghausen-dorp
- Riede, (2.860) ten westen van Thedinghausen, met Felde, Heiligenbruch en Riede-dorp
- Thedinghausen, (8.130) met o.a. Lunsen, Morsum en Wulmstorf ten oosten van Thedinghausen zelf

Tussen haakjes het aantal inwoners per 31 december 2020.

## Ligging, verkeer, vervoer

### Ligging, wegverkeer
Thedinghausen ligt in vlak laagland (7 meter boven de zeespiegel) in een plattelandsregio aan de zuidoever van de Wezer halverwege Syke en (via Blender) Verden, aan een bochtige provinciale weg tussen die beide plaatsen.  Van Lunsen loopt een weg noordwaarts, de Wezer over, naar Achim (5 km). Vanuit Achim (afrit 23 of 24) bereikt men over de Autobahn A27 snel het Bremer Kreuz met Autobahn A1 en verder westelijk de stad Bremen.

### Openbaar vervoer
Thedinghausen is per lijnbus te bereiken vanuit Achim, evenals Blender vanuit het busstation (ZOB) te Verden, en, evenals Emtinghausen en Riede, vanuit het busstation bij Bremen Hauptbahnhof. Buiten de ochtendspits en het tijdstip, waarop in de namiddag de scholen uitgaan, is de frequentie van deze bussen zeer beperkt, aangezien veel bussen specifiek rijden voor scholierenvervoer.
Thedinghausen is begin- en eindpunt van een spoorlijntje naar Riede, Kirchweyhe, gemeente Weyhe en de zuidelijke voorsteden van Bremen. Dit lijntje zal vanaf ongeveer 2025 tussen Leeste, gemeente Weyhe en Bremen als tramlijn 8 door de BSAG worden gebruikt. Het traject Thedinghausen-Leeste is af en toe voor goederenvervoer in gebruik, en er rijden over het hele traject in de zomermaanden af en toe toeristische treintjes van de Pingelheini Museumsbahn Bremen-Thedinghausen.

### Waterwegen
De Samtgemeinde ligt aan de zuidwestoever van de Wezer.  Nabij Intschede (Blender) ligt een stuw in de Wezer. Ten gerieve van het behoud van de visstand in de rivier ligt daar een vistrap naast. Bij de stuw ligt een brug over de Wezer naar  Langwedel. De dorpen van deelgemeente Blender liggen bij de bocht, vanaf welke deze van Verden naar Elsfleth noordwestwaarts i.p.v. verder bovenstrooms, noordwaarts loopt.
Bij Ahsen-Oetzen vaart 's zomers in de weekeinden een pontveer over de Wezer naar Grinden, een gehucht van Etelsen, gemeente Langwedel. Dit veer is bedoeld voor fietsers, die de langeafstandsfietsroutes langs de Wezer rijden.

## Economie
De economie wordt nog grotendeels door de agrarische sector gedragen. Er is enig opkomend (fiets-)toerisme, en enig midden- en kleinbedrijf van niet meer dan regionaal belang. Langs de Wezer wordt in de gemeente hier en daar grind weggebaggerd.

## Geschiedenis
Veel dorpen in de Samtgemeinde zijn al zeer oud. 
Bijvoorbeeld in de deelgemeente Blender:  Oiste wordt reeds in 860 in een document vermeld; Ritzenbergen en Amedorf in 935, Blender zelf in 1186 (blendere), Intschede in 1124  en Hiddestorf in 1179; Riede in 1058; Emtinghausen in 1260. Vanaf de middeleeuwen tot 1866 wisselden de in een grensregio gelegen dorpjes regelmatig van heerser.  Het grootste deel van de Samtgemeinde deelde de lotgevallen van het Prinsaartsbisdom Bremen (tot 1648) en daarna van 1648-1719 Bremen-Verden, onder Zweedse heerschappij, en het Koninkrijk Hannover, tot 1866. Gebeurtenissen van meer dan lokaal belang zijn vrijwel niet overgeleverd.
De huidige Samtgemeinde Thedinghausen ontstond op 21 juli 1972 door een verband van vijf deelnemende gemeenten. Deze gemeenten zelf ontstonden door de herindeling van 1972 uit 18 voormalige gemeenten van de Landkreise Braunschweig, Landkreis Grafschaft Hoya en Verden. Op 1 november 2006 fuseerden de gemeenten Thedinghausen en Morsum tot de nieuwe gemeente Thedinghausen, waardoor de Samtgemeinde sindsdien uit vier deelnemers bestaat.

## Bezienswaardigheden, toerisme, natuurschoon
- Erbhof Thedinghausen: Zie Thedinghausen.
- Raadhuis van de Samtgemeinde Thedinghausen, gevestigd in een uit de 18e eeuw daterend landhuis, Poggenburg (kikkerburg). Zie verder onder Thedinghausen.
- Fietstochten over de langeafstandsfietsroutes langs de Wezer
- Toeristische ritten met de museumtrein van de Pingelheini Museumsbahn Bremen-Thedinghausen
- Monumentale, evangelisch-lutherse, neogotische kerken te Thedinghausen (1870) en Lunsen (1884).
- Bezienswaardige kerken staan verder in de dorpen Riede [2](12e- of 13e-eeuws, gotisch), Intschede en Blender (beide vroeg 19e-eeuws, classicistisch).
- Bezienswaardige windmolens staan in Emtinghausen en Blender.

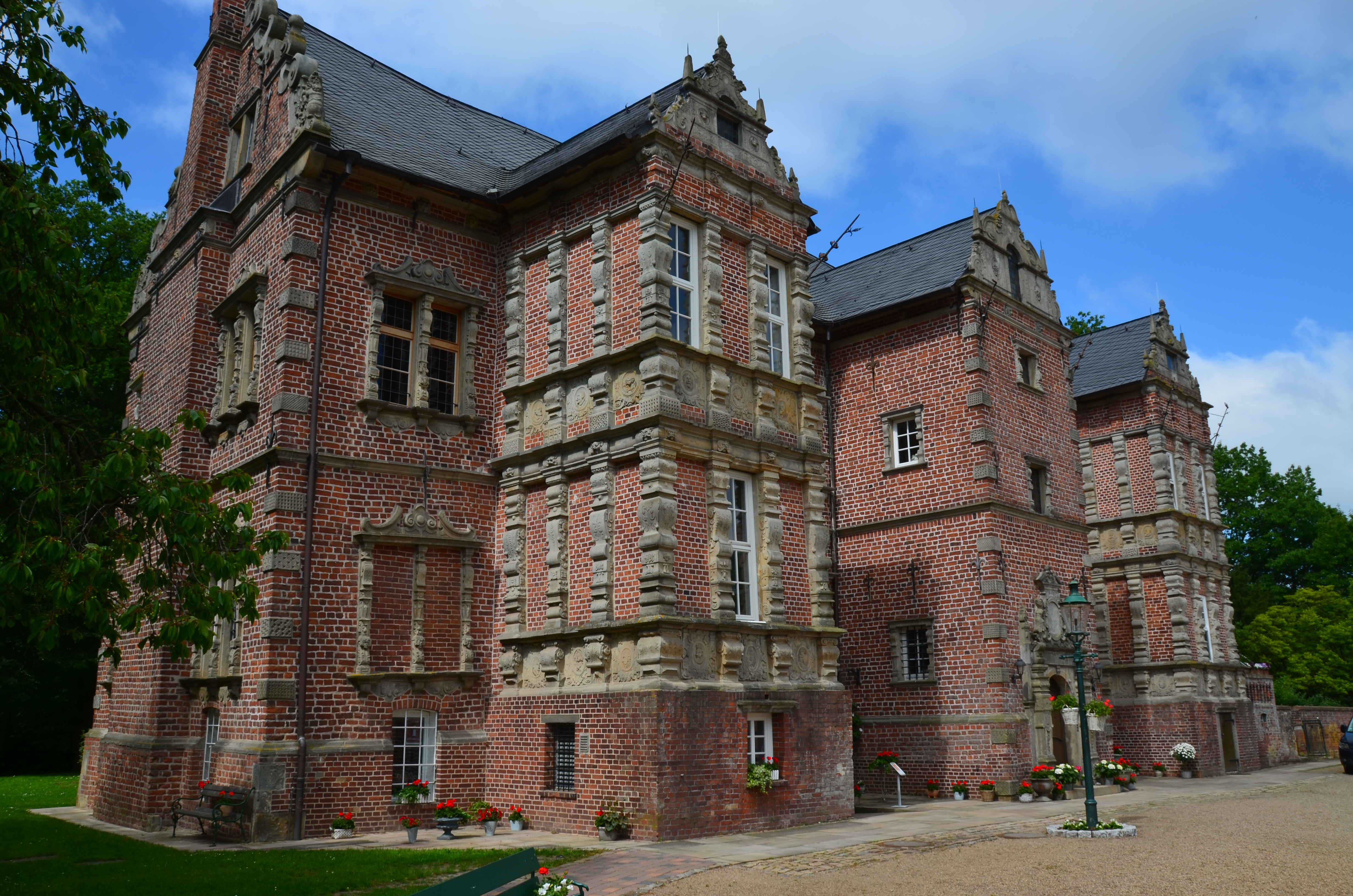
Oostgevel Erbhof Thedinghausen
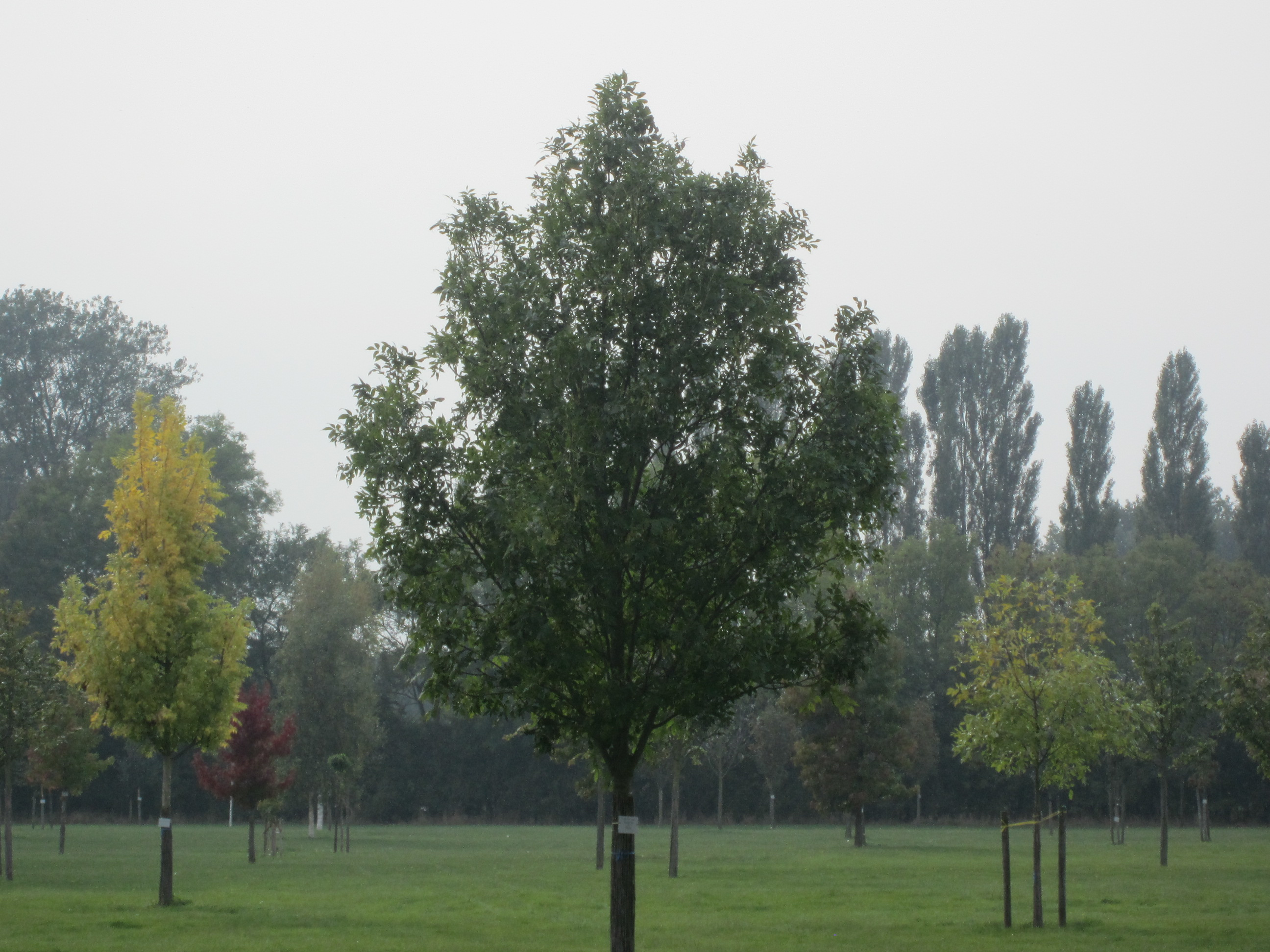
Baumpark (arboretum) Thedinghausen
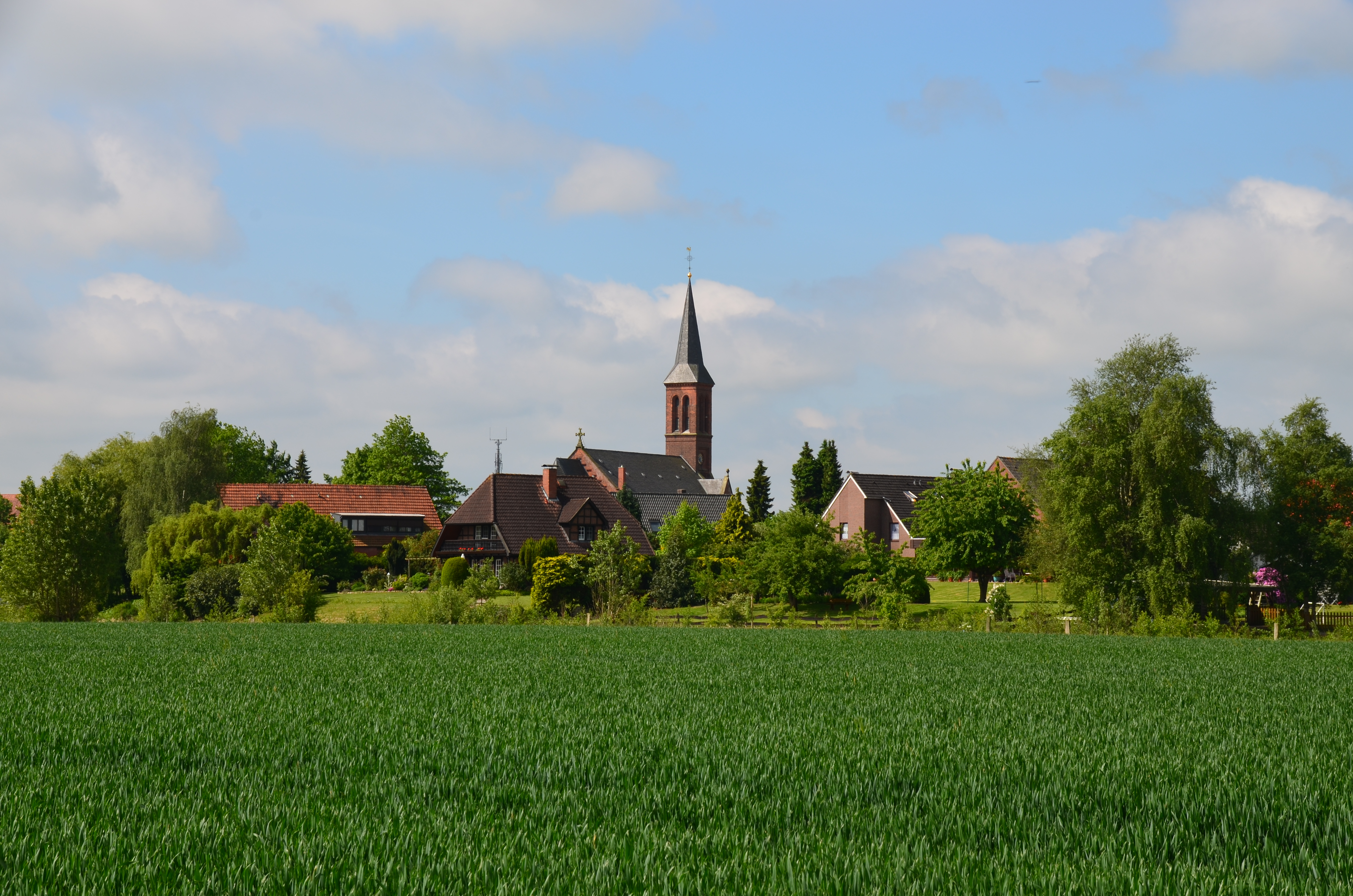
Uitzicht op de Maria-Magdalenakerk Thedinghausen
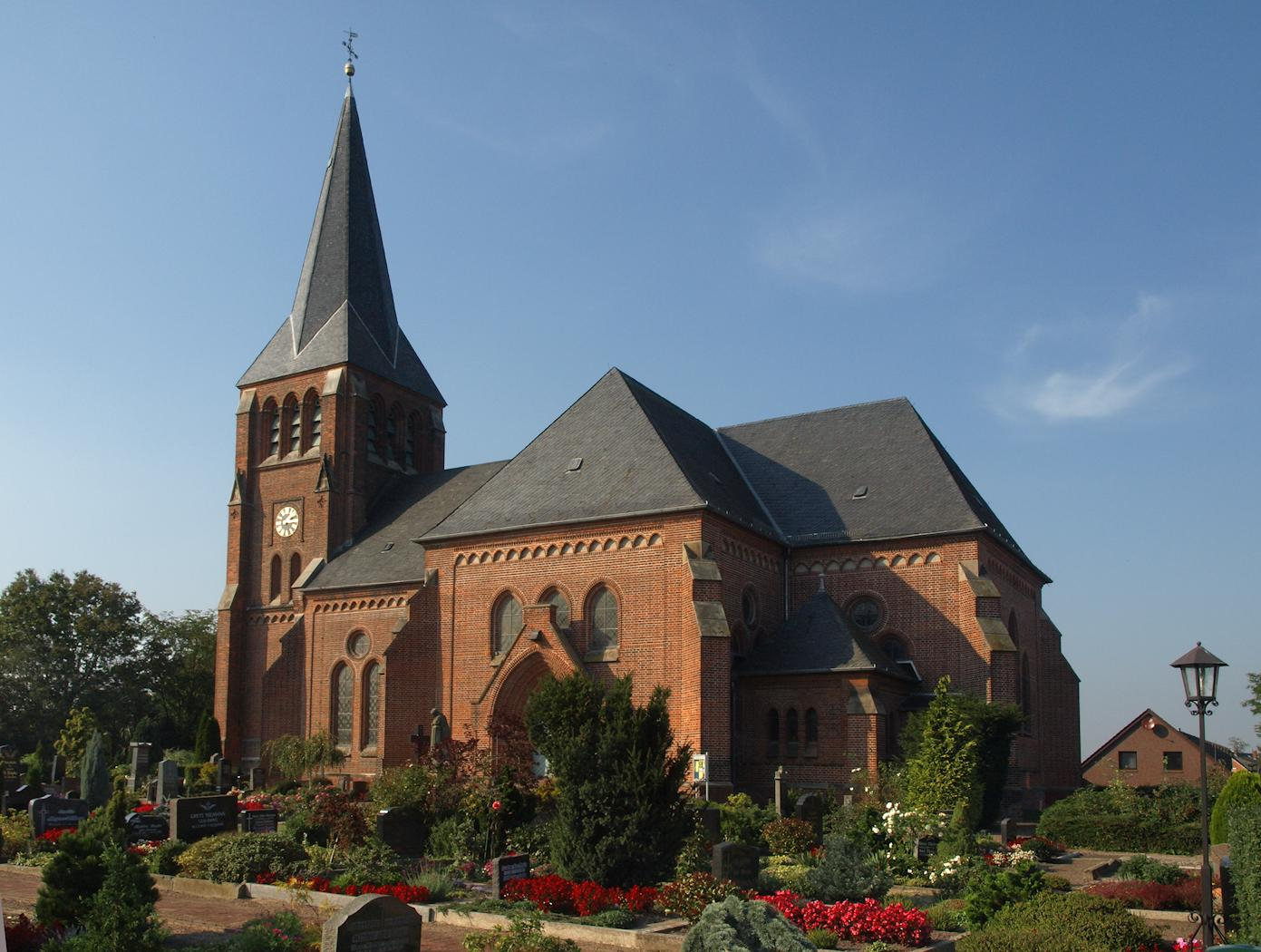
Kerk van Lunsen
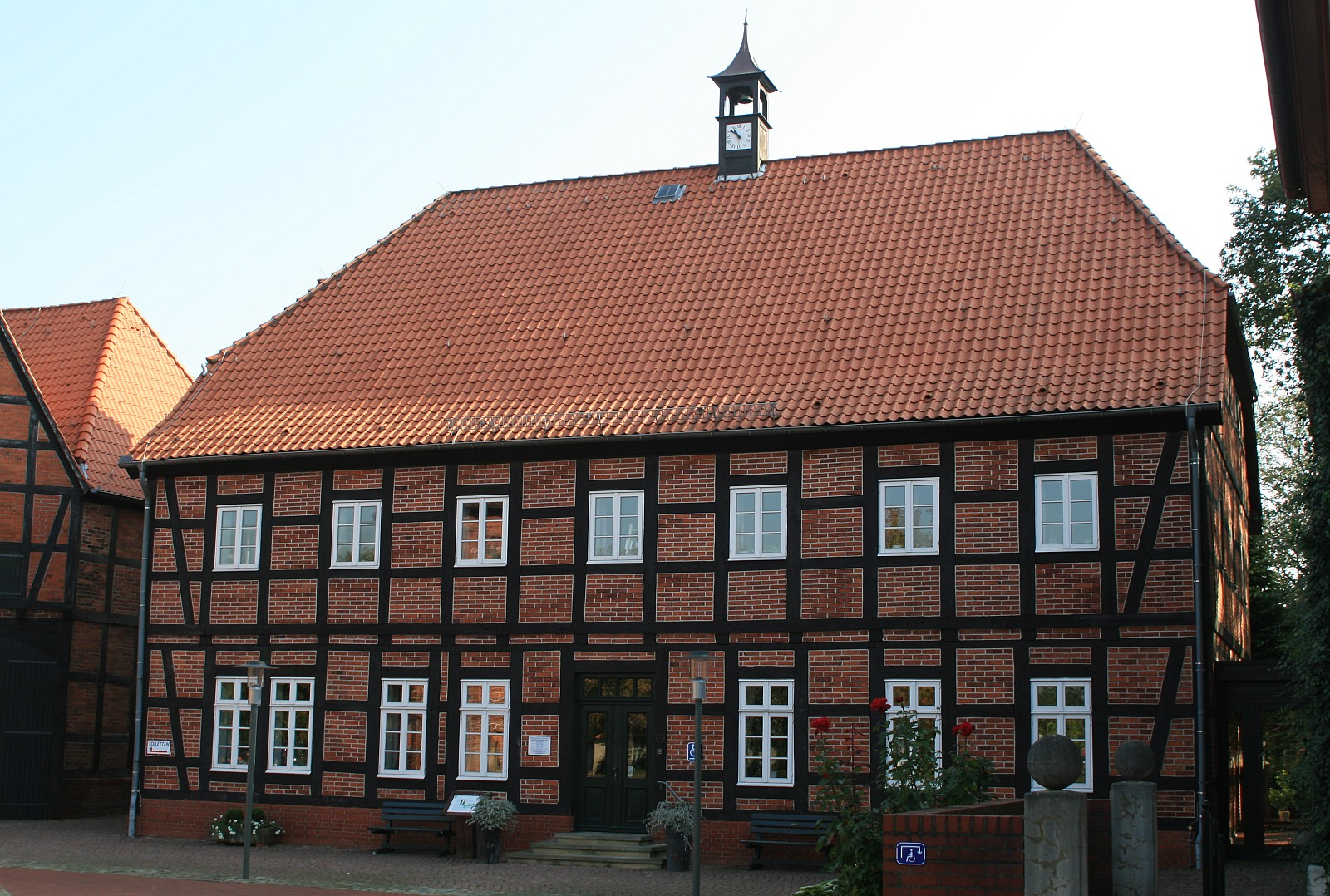
Raadhuis Thedinghausen, voormalig pakhuis
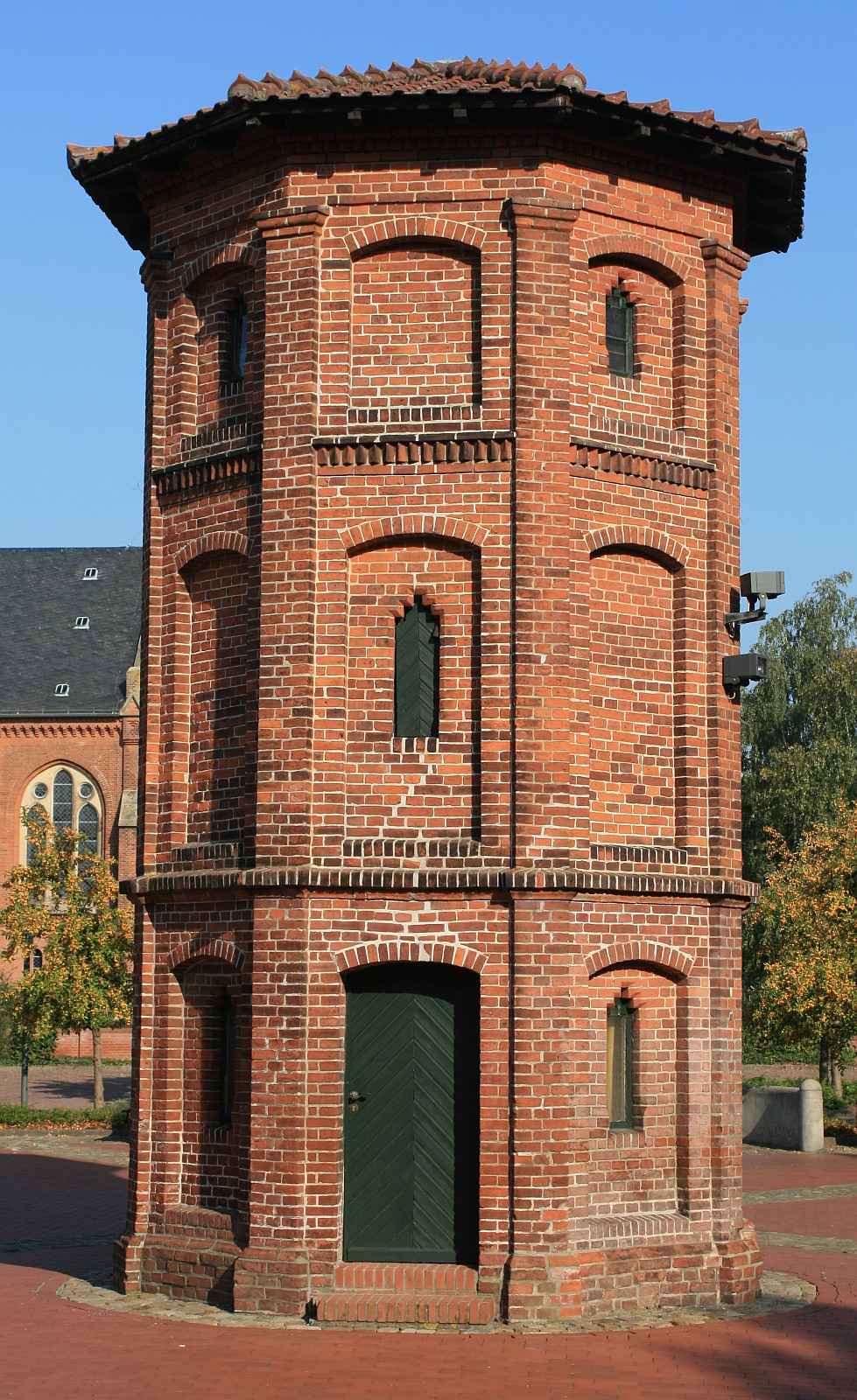
19e-eeuwse duiventoren bij het raadhuis
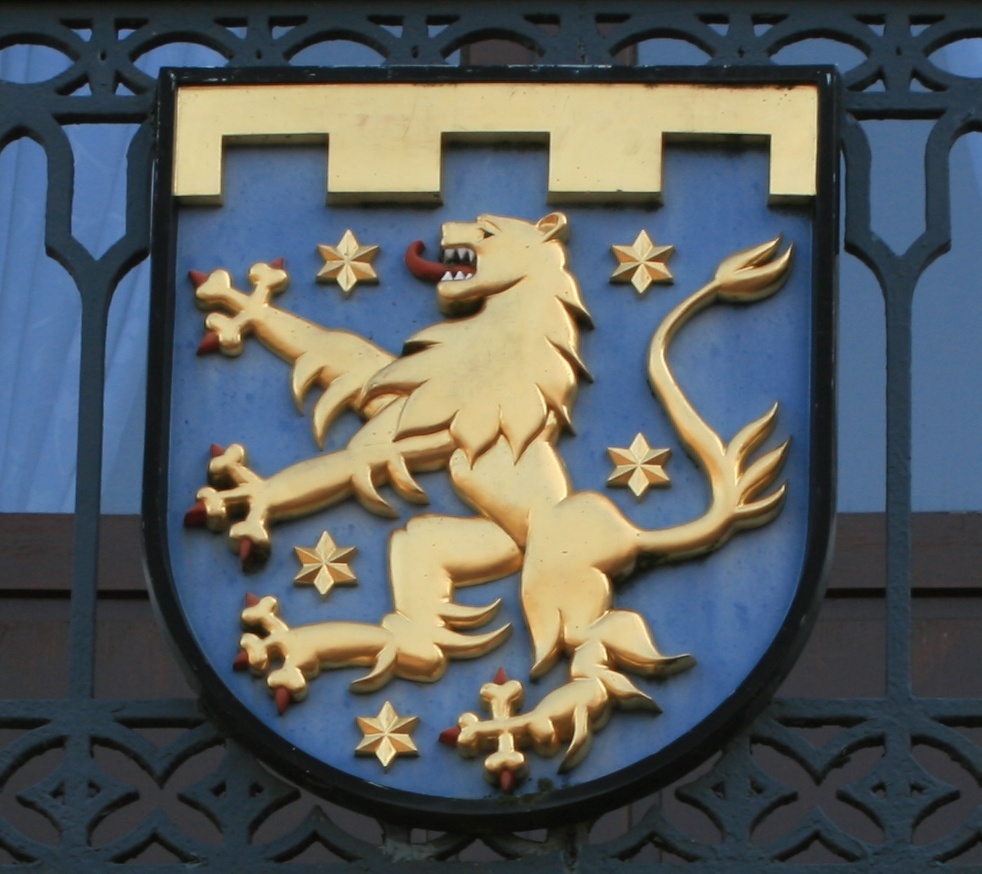
Gemeentewapen aan het balkon van het raadhuis
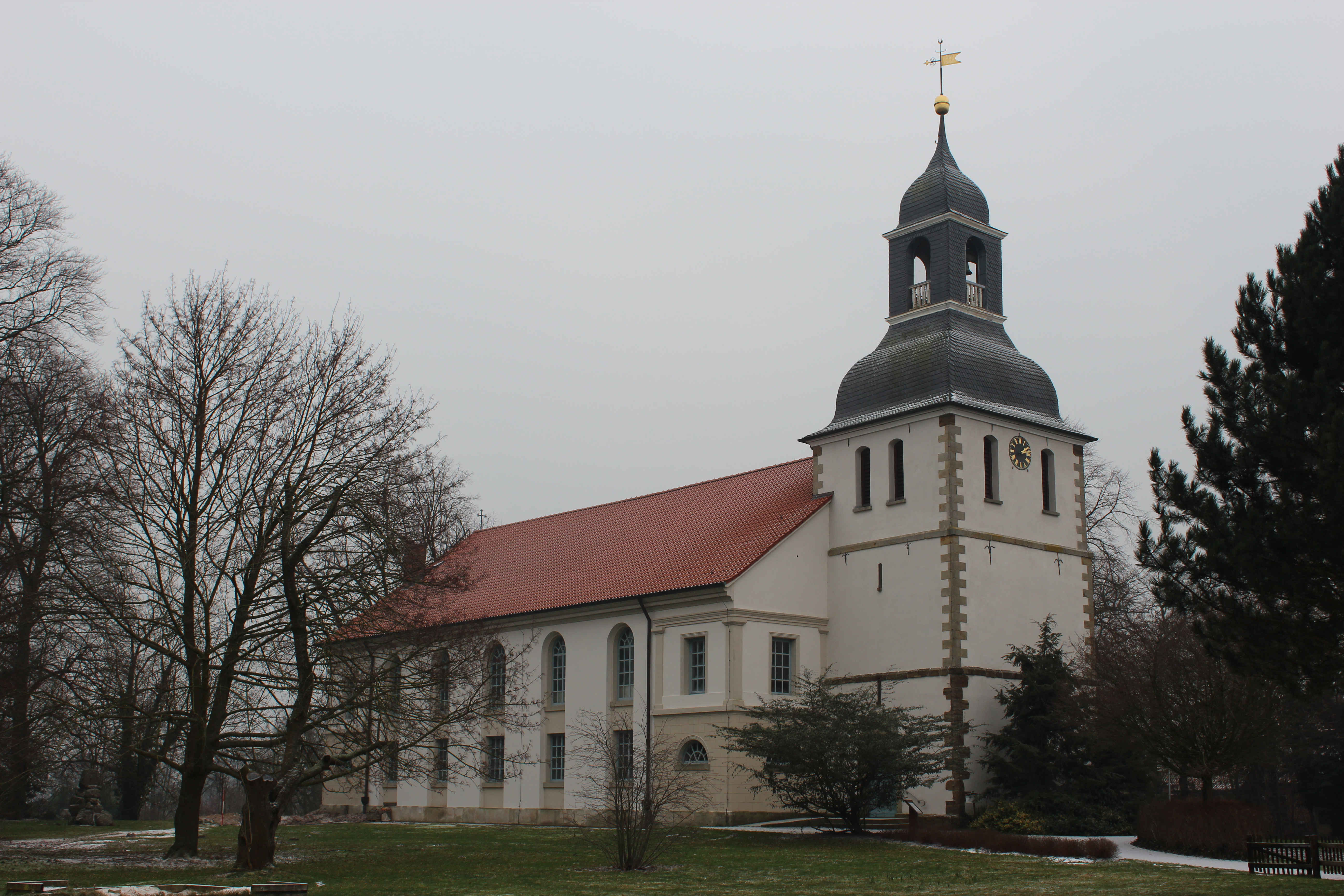
Kerk van Blender
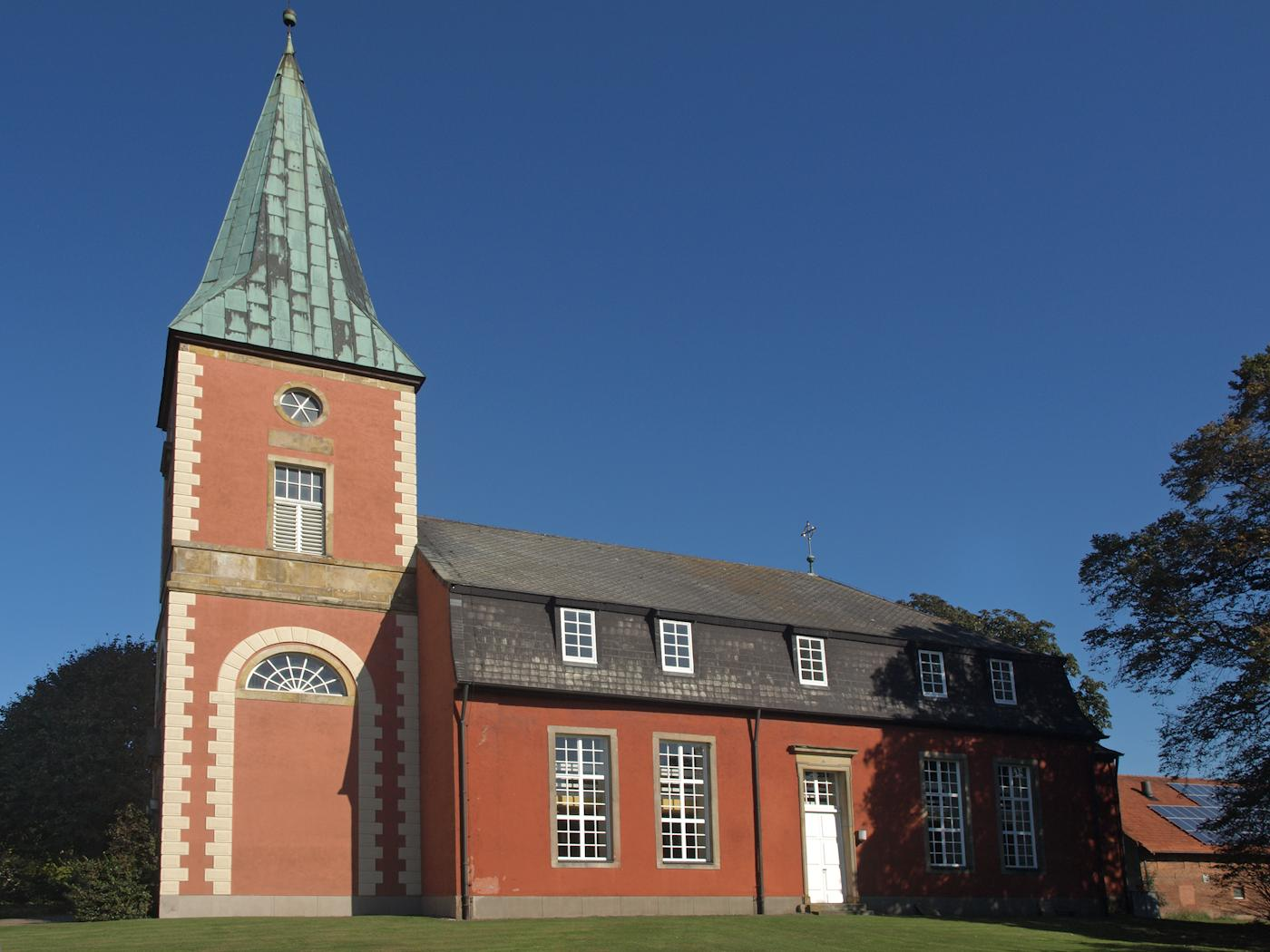
Kerk van Intschede
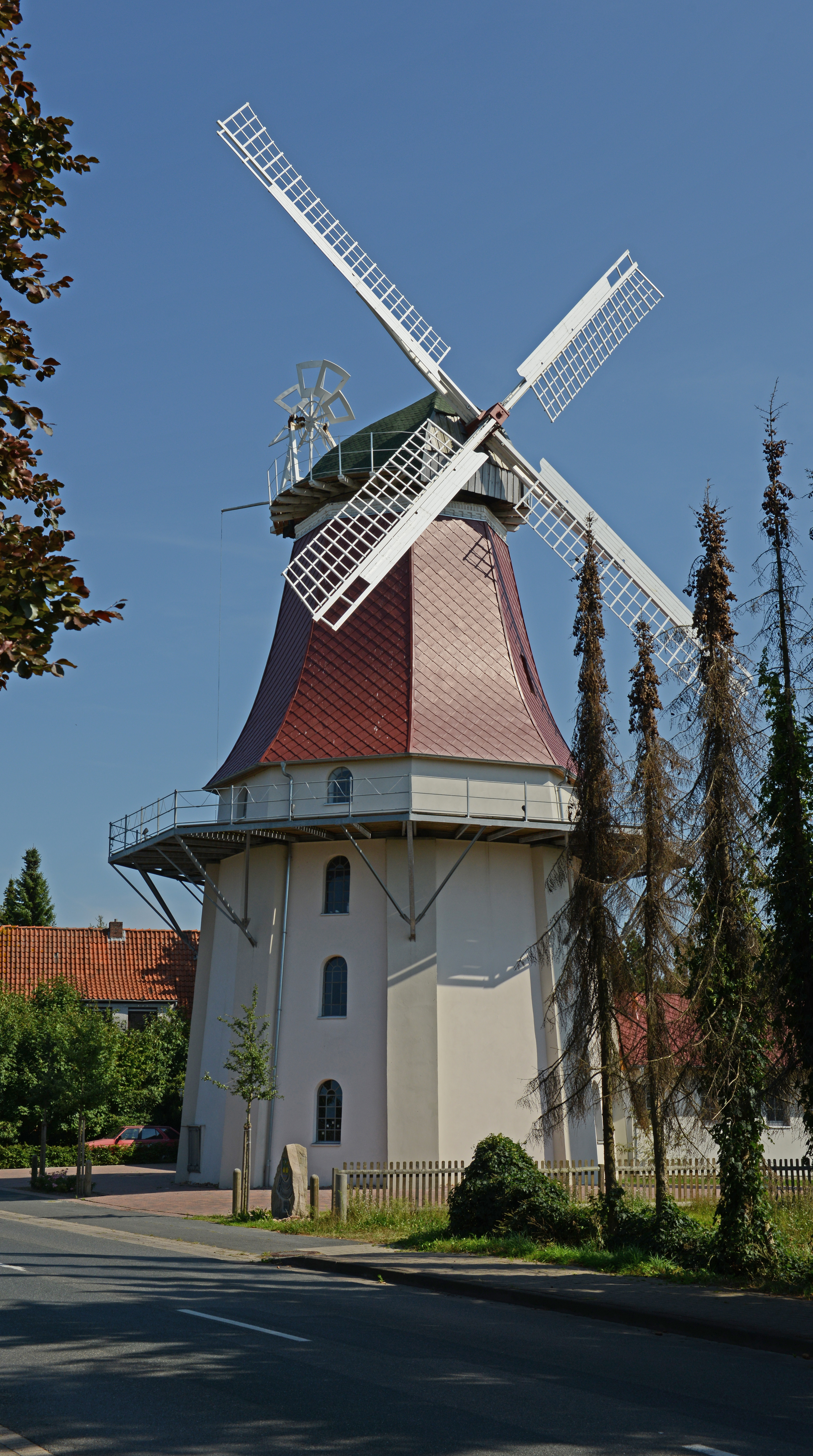
Molen van Emtinghausen (bouwjaar 1873)
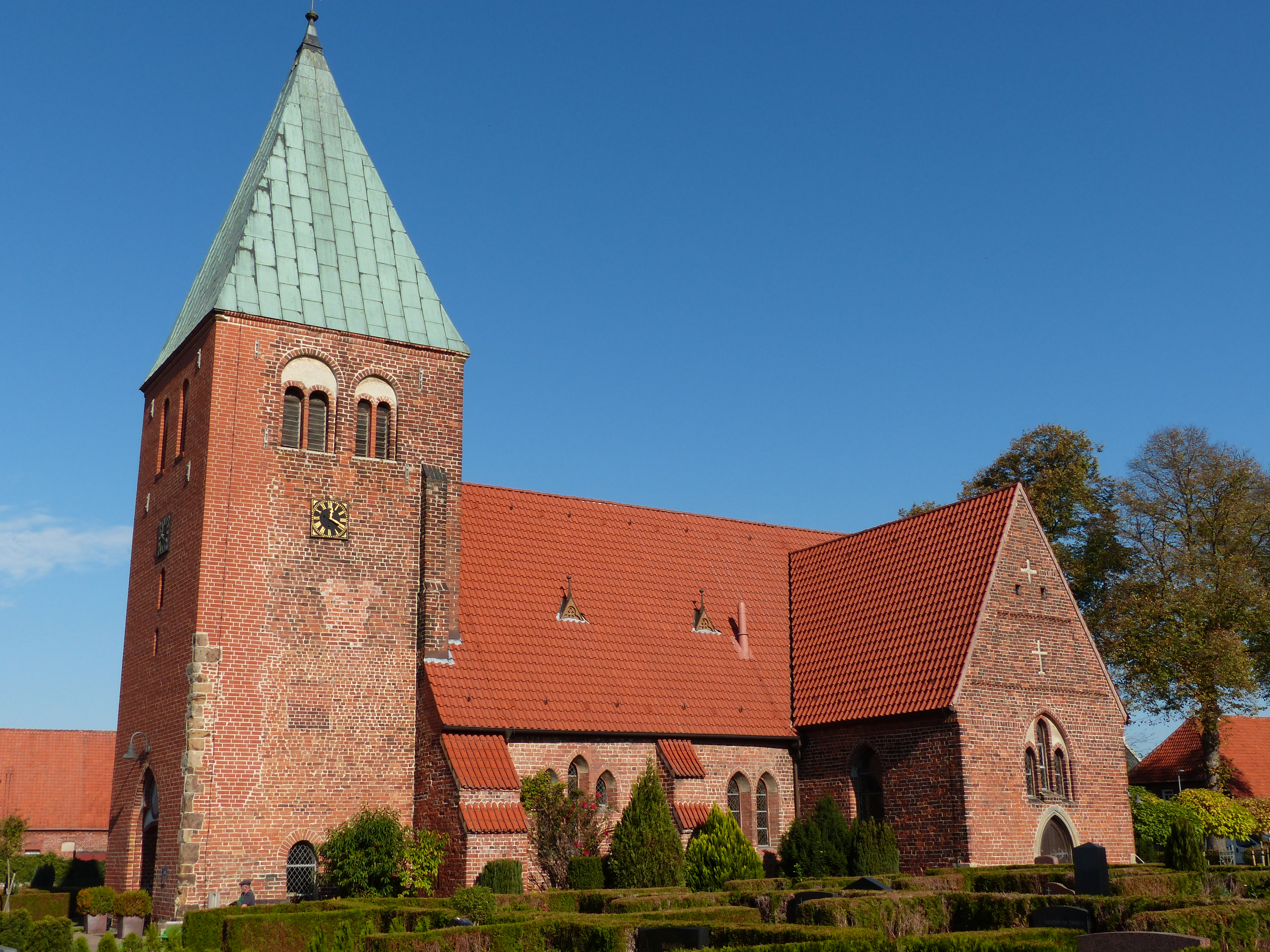
St. Andreaskerk te Riede
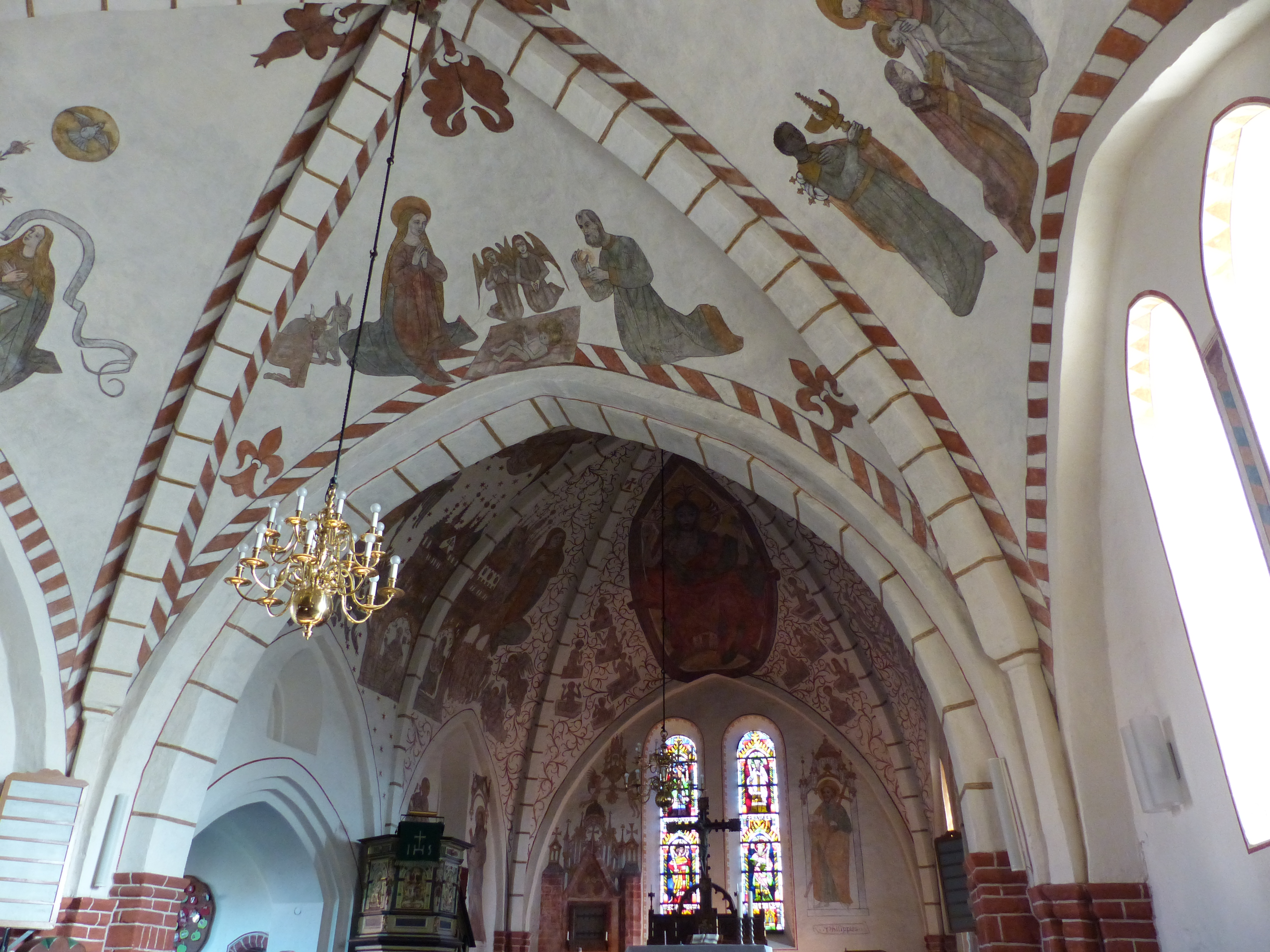
fresco's in de Andreaskerk te Riede